# 11498 Жульґерц
11498 Жульґерц (11498 Julgeerts) — астероїд головного поясу, відкритий 3 квітня 1989 року.
Тіссеранів параметр щодо Юпітера — 3,325.